# Sébastien Desabre
Sébastien Desabre, né le 2 août 1976 à Valence, est un entraîneur français de football qui évolue avec la sélection de la république démocratique du Congo.

## Biographie
Ayant commencé sa carrière d'entraîneur en France, en entraînant le club de l'ES Le Cannet-Rocheville au Cannet, il entame en 2010 une carrière à l'étranger qui le mène dans plusieurs clubs d'Afrique et notamment l'ASEC Mimosas (Côte d'Ivoire) pendant 2 saisons, de 2010 à 2012 lors desquelles il remporte plusieurs coupes nationales.
Lors de la saison 2012-2013, il entraîne le Coton Sport de Garoua, club qu'il mènera au titre de champion du Cameroun et en demi-finale de la Ligue des champions de la CAF, en s'inclinant aux tirs au but lors du match retour face au futur vainqueur de la compétition, Al Ahly. En 2013, il rejoint l'Espérance sportive de Tunis, avec lequel il deviendra champion de Tunisie.
Au début de l'année 2015, il signe au Recreativo Desportivo Libolo, le champion d'Angola en titre. Il remporte dès le début de saison, la Supercoupe d'Angola 2015, et quitte le club en le laissant 1er à la mi-championnat, avec 4 points d'avance sur le second. Le club angolais terminera champion avec égalité de points avec le second, octroyant une ligne supplémentaire au palmarès de Sébastien Desabre : le titre de champion d'Angola.
Pour la saison 2015-2016, il prend en main l'équipe du Dubaï Club, aux Émirats arabes unis.
En juillet 2016, il signe en Algérie avec le club ayant terminé deuxième du championnat, la Jeunesse sportive de Saoura. Il découvre un cinquième championnat africain et participe une nouvelle fois à la Ligue des champions.
En septembre 2016, il succède au Gallois John Toshack en signant en faveur du Wydad Athletic Club. Il dirige l'équipe pour la première fois en demi-finale retour de la Ligue des champions contre le Zamalek à Rabat (victoire 5-2). Il participe au 19e titre de champion du Maroc du Wydad Casablanca avec une première phase aller historique pour le club.
En juillet 2017, il s'engage avec l'un des meilleurs clubs d'Égypte : Ismaily SC. Son bilan en 18 matches est de 13 victoires, 4 nuls et 1 défaite.
Le 28 décembre 2017, il est nommé sélectionneur de l'Ouganda.
Sous Desabre, l'Ouganda est nommée dans le CAF Awards comme meilleure équipe masculine de l'année 2018. En effet, l'Ouganda obtient sa qualification pour la CAN 2019 dès la 5e journée des éliminatoires en battant le Cap-Vert à domicile 1 but à 0,, et sans encaisser le moindre but.
Après une CAN 2019 historique pour l'Ouganda (8e de finale, éliminé par le Sénégal), il est démis de ses fonctions le 7 juillet 2019 et signe peu de temps après un contrat de deux ans avec le riche et ambitieux club égyptien de Pyramids FC,.
Le 16 juin 2020, il s'engage pour deux ans auprès des Chamois niortais.
Début août 2022, alors qu'il a dirigé les deux premiers matchs de championnat du club niortais, il résilie son contrat pour s'engager dans la foulée avec la sélection de la RDC,. Le 28 janvier 2024, la RDC se qualifie pour les quarts de finale de la Coupe d'Afrique en éliminant l’Égypte aux tirs au but (8 à 7) après que les 2 équipes se sont quittés avec un score de parité après les prolongations (1 à 1). Elle réitère l'exploit en battant la Guinée par 3 buts à 1en quart de finale. Les Léopards de la RDC sont battus en demi-finale de la compétition.

## Palmarès d'entraîneur

### Le Cannet Rocheville
- Champion de Division d'Honneur Méditerranée : 2008
- Champion de Division d'Honneur Régional Méditerranée : 2007

### ASEC Mimosas
- Vainqueur de la Coupe de Côte d'Ivoire : 2011
- Vainqueur de la Super Coupe Félix Houphouët-Boigny : 2012

### Coton Sport de Garoua
- Vainqueur du Championnat du Cameroun : 2013

### Espérance sportive de Tunis
- Aucun titre

### Recreativo Desportivo Do Libolo
- Vainqueur du Championnat d'Angola : 2015

### Ouganda
- Participation au Championnat d'Afrique des Nations au Maroc en janvier 2018
- Huitième de finale de la Coupe d'Afrique des Nations 2019

### Pyramids FC
- Finaliste de la Coupe d'Égypte 2019

### République démocratique Du Congo
- Demi-finaliste de la Coupe d'Afrique des nations 2023